# 小单花荠
小单花荠（学名：Pegaeophyton minutum），为十字花科单花荠属下的一个植物种。